# 中島泰蔵

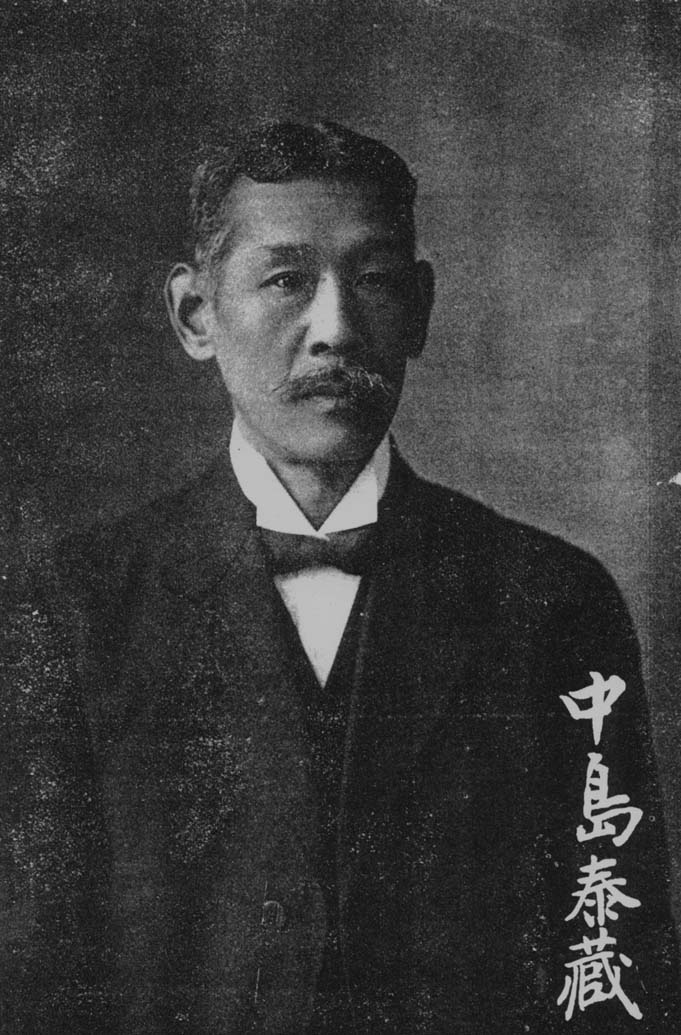
中島泰蔵

中島 泰蔵（なかしま たいぞう、慶応3年10月5日（1867年10月31日） - 大正8年（1919年）9月27日）は日本の若狭国（福井県）出身の実験心理学者。中島力造や中島徳蔵と共に中島の三ゾウと呼ばれた。

## 経歴・人物
若狭国三方郡西郷村（福井県三方郡美浜町）に網元の次男として生まれる。幼名松太郎。
海軍志望だったが近視のために断念し、大阪の泰西学館で米国人宣教師に英語を学び受洗。1887年、泰蔵と改名。1890年、泰西学館高等科を卒業。
元良勇次郎著『心理学』を読んで感動し、元良と文通したことから、1891年春に上京、元良主宰の心理学談話会に参加。生家の没落により困窮していたが、1891年6月、宣教師の世話で渡米し、コロラドカレッジに留学。Bachelor Of Philosophyとなる。
1893年、ハーヴァード大学に進み、ウィリアム・ジェイムズやミュンスターバーグに師事。しかし学費が続かなかったため、学位を取れぬまま1894年に帰国。早稲田大学や慶應義塾大学で文科講師を務める。1897年に『心理学講義』を上梓。同年、兵庫県の士族の娘で東京女子師範学校（お茶の水女子大学）を卒業した教師の龍敏（りょう・さと）と結婚。1898年、ヴィルヘルム・ヴントの著書『心理学概論』を元良と共訳し、冨山房から刊行。元良の世話で東大嘱託（東京帝国大学文科大学心理学事項取調補助）となる。
宮部金吾の世話で札幌農学校に赴任、英語と倫理学を担当。しかし情熱のない教師とされて学生たちから排斥を受けたため、1906年に辞職して、妻の学習院女子部教授就任に伴い一家で上京。敏からの支援で再び単身渡米し、ハーヴァード大学大学院修士課程で3年間ミュンスターバーグに師事。Master Of Artsの学位を取得し、米国科学会正会員となる。
コーネル大学大学院博士課程でエドワード・ティチェナーに師事、Doctor Of Philosophyを取得して帰国。しかし晩学だった上、東京帝国大学を頂点とする日本の学閥構造の中で孤立し、帰国後は師の元良の死去により後ろ盾を失ったため、学界では不遇だった。結核で死去。墓所は東京都世田谷区の豪徳寺。
一人息子の中島健蔵は仏文学者、評論家。

## 著作等
著書
- 中島泰蔵『ミュンステルベルヒ氏道徳之起源』育成会、1901年。
- 『最新研究心理学』同文館、1910年。

他
- 「二十四年の春から二十八年を経て」（故元良博士追悼学術講演会編『元良博士と現代の心理学』弘道館、1913年、二「諸氏の追憶談による故博士の略伝」ⅴ「大学時代」1「講師及び教授の初期」、165～168頁、『日本の子ども研究--明治・大正・昭和--第1巻 欧米児童研究の移植と初期の研究』クレス出版、2009年、復刻所収）。

## 論文
- 「音点知覚論」 『東洋学芸雑誌』 第12巻 1895年
- 「不健全の心的徴候」 『大日本教育会雑誌』 第165号 1895年
- 「児童心意実験之結果 (1)(2)」 『大日本教育会雑誌』 第171号 - 172号 1895年
- 「心意発達之理」 『千葉教育雑誌』 第44号 1895年
- 「応用心理学の性質及其基礎」 『千葉教育雑誌』 第48号 1895年
- 「執着論 (1)(2)」 『千葉教育雑誌』 第54号 1896・第59号 1897年
- 「心層論」 『教育公報』 第189号 1897年
- 「児童の心理研究最終の立脚地」 『教育実験界』 第1巻 8号 1898年
- 「空間観念の起源」 『哲学雑誌』 第15巻 (通巻 159号 1900年)
- 「倫理的訓戒の起源」 『児童研究』 第2巻 8号 1900年
- 「独創の才と凡才の関係」 『教育学術界』 第1巻 5号 1900年
- 「ミュンステルベルヒ氏道徳説に関する質疑に答ふ」 『教育実験界』 第7巻 5号 1901年
- 「精神科学の性質及其効力」 『教育学術界』 第13巻 6号 1906年
- "The time of perception as a measure of differences in sensation ", Journal of Philosophy, Psychology and Scientific Methods, Vol. 5, 1908年
- 「米国心理学界の状況」	 『哲学雑誌』 第24巻・通巻 272号 1909年
- 「比較心理の一班 (1)(2)」 『教育学術界』 第20巻 6号 1909年
- "Time relations of the affective processes", Psychological Review, Vol. 16, 1909年
- "Contributions to the study of the affective processes", American Journal of Psychology, Vol.20, 1909年
- 「心的生活 (自誕生至老衰) の大綱 (1)(2)」 『教育学術界』 第20巻 7号 1909 - 第21巻 1号 1910年
- 「児童の性癖に就て」 『教育学術界』 第21巻 6号 1910年
- 「衝動、本能及意志に就て」 『小学校』 第11巻 2号 1911年
- 「智能に関する実験的研究」 『教育学術界』 第24巻 7号 1912年
- 「児童の個性型」 『心理研究』 第3巻 1912年
- 「個性とは何ぞや」 『小学校』 第17巻 12号 1914年
- 「余の見たるミュンスターバーグ教授」 『心理研究』 第11巻 2冊 (通巻 62号 1917年)